# 編號 (可計算性理論)
可計算性理論裡，編號（英語：numbering、indexing等）是將一個集合的元素（如函數、有理數、圖、或形式語言的字串）編上自然數號碼。可計算性以及相關的概念最先定義在自然數上，而利用編號，可將這些概念傳遞到上述的其他集合中作討論。
常見例子有一階邏輯的哥德爾編號以及偏可計算函數的可接受編號。

## 定義和例子
集合{\displaystyle S}的一個編號是由{\displaystyle \mathbb {N} }到{\displaystyle S}的，滿的偏函數:477。編號{\displaystyle \nu }在數字{\displaystyle i}的取值（若有定義）一般以{\displaystyle \nu _{i}}表示（而不是常見的函數表示{\displaystyle \nu (i)}）。
編號的例子有：
- {\displaystyle \mathbb {N} }所有有限子集構成的集合上，可定義編號{\displaystyle \gamma }，其中{\displaystyle \gamma (0)=\emptyset }，而且對任意有限非空集合{\displaystyle A=\{a_{0},\ldots ,a_{k}\}}，{\displaystyle \gamma (n_{A})=A}，其中{\displaystyle n_{A}=\sum _{i\leq k}2^{a_{i}}} [2]:477。該編號是一個（偏的）雙射。
- 在偏可計算函數集上，給定一哥德爾編號{\displaystyle i\mapsto \varphi _{i}}，可以定義遞歸可枚舉集合的編號{\displaystyle W}，其中{\displaystyle W(i)}是 {\displaystyle \varphi _{i}}的定義域。該編號是滿射（所有編號都是）但不是單射：不同的數可能經{\displaystyle W}映射到同一個遞歸可枚舉集合上。

## 編號的種類
如果一個編號是全函數，則它是全的:98。如果偏編號的定義域是遞歸可枚舉的話，則必存在等價的全編號，等價性的定義將在下節給出。
若集合{\displaystyle \{(x,y):\eta (x)=\eta (y)\}}可判定，則編號{\displaystyle \eta }可判定。
如果{\displaystyle \eta (x)=\eta (y)}當且僅當{\displaystyle x=y}，則編號{\displaystyle \eta }是單值的:98；換言之，{\displaystyle \eta }是一個單射函數。偏可計算函數構成的集合上的單值編號又稱費德伯格編號。

## 編號的大小比較
所有編號構成的集合上可以定義預序。令{\displaystyle \nu _{1}:\mathbb {N} \rightharpoonup S}和{\displaystyle \nu _{2}:\mathbb {N} \rightharpoonup S}是兩編號，則{\displaystyle \nu _{1}}可歸約到{\displaystyle \nu _{2}}，記為{\displaystyle \nu _{1}\leq \nu _{2}}，當且僅當存在一元偏可計算函數{\displaystyle f}，使得
{\displaystyle \forall i\in \mathrm {Domain} (\nu _{1}):\nu _{1}(i)=\nu _{2}\circ f(i)}。:100
若{\displaystyle \nu _{1}\leq \nu _{2}}而且{\displaystyle \nu _{1}\geq \nu _{2}}，則{\displaystyle \nu _{1}}等價於{\displaystyle \nu _{2}}，記為{\displaystyle \nu _{1}\equiv \nu _{2}}。:100

## 可計算編號
如果被編號的對象{\displaystyle S}足夠「可構」，人們常常會考慮能高效解碼的編號:486。例如，若集合{\displaystyle S}遞歸可枚舉，則編號{\displaystyle \eta }是可計算的當且僅當滿足{\displaystyle y\in \eta (x)}的二元組{\displaystyle (x,y)}構成的集合遞歸可枚舉。類似地，偏函數的編號{\displaystyle g}是可計算的當且僅當關係{\displaystyle R(x,y,z)=}「{\displaystyle [g(x)](y)=z}」是偏遞歸的:487。
若某集合上任意可計算編號都可歸約到特定編號，則稱該特定編號為主的。所有{\displaystyle \mathbb {N} }的遞歸可枚舉子集以及所有偏可計算函數都有主編號:487。偏遞歸函數上的主編號又稱為可接受編號。